# 1240 Centenaria
Az 1240 Centenaria (ideiglenes jelöléssel 1932 CD) a Naprendszer kisbolygóövében található aszteroida. Richard Reinhard Emil Schorr fedezte fel 1932. február 5-én.